# 南風原町立南星中学校
南風原町立南星中学校（はえばるちょうりつ なんせいちゅうがっこう）は、沖縄県島尻郡南風原町にある公立（町立）中学校。

## 通学区域
字本部、字喜屋武、字照屋、字津嘉山、字山川、字神里、県営第一団地、県営第二団地、兼本ハイツ

## 出身著名人
- 神里和 - プロバスケット選手
- 神里和毅 - プロ野球選手
- 神里琴音 - ボートレーサー